# Hans-Jürgen Amelung
Hans-Jürgen Amelung (* 27. März 1924 in Wilhelmshaven; † 16. April 1996 in Düsseldorf) war ein deutscher Bankmanager.

## Leben
Amelungs Eltern sind der Militärarzt Robert Amelung und seine Frau Ilse geb. Sieverling. Nach dem Abitur zur Kriegsmarine eingezogen, nahm er 1941–1945 am Zweiten Weltkrieg teil, zuletzt als Leutnant zur See. Nach englischer Kriegsgefangenschaft  studierte er an der Philipps-Universität Marburg Rechtswissenschaft. Am 20. Dezember 1946 wurde er im Corps Teutonia zu Marburg recipiert. 1949 bestand er das Referendarexamen, 1952 die Assessorprüfung. 1954 wurde er in Marburg zum Dr. iur. promoviert. 1952/53 war er Bankvolontär in Kassel. Amelung war seit 1953 für die Industriekreditbank AG tätig. Er wurde 1958 Direktor und 1970 stellvertretendes Mitglied des Vorstandes, dem er von 1973 bis 1988 angehörte. Er war langjähriges Vorstandsmitglied der Kreditanstalt für Wiederaufbau und veröffentlichte etliche Fachbeiträge. Verheiratet war er seit 1955 mit Christa geb. Praetorius. Der Ehe entstammen  zwei Kinder. Der Sohn Andreas Amelung (* 1957) ist Altherrenvorsitzender von Teutonia Marburg.